# Søgård T
Trinbrættet Søgaard mellem Glumsø og Næstved, blev  åbnet 15. september 1928. Det lå ved underføringen for bivejen fra Næstved-Ringsted landevejen til Bakkegaard og anlagdes af hensyn til landsbyen Gelsted ved landevejen og de større gårde Bakkegaard og Søgaard vest for banen. Benyttelsen af trinbrættet var ret god i et par år, og rutebilen på landevejen kunne mærke konkurrencen fra banen. Med årene faldt benyttelsen og Søgaard trinbræt blev derfor nedlagt samtidig med den nordlige Midtbanestrækning Frederikssund-Hvalsø-Ringsted 14. maj 1936.
|  | Denne artikel om stationen Søgård T kan blive bedre, hvis der indsættes et (bedre) billede. Du kan hjælpe ved at afsøge Wikimedia Commons for et passende billede eller uploade et godt billede til Wikimedia Commons iht. de tilladte licenser og indsætte det i artiklen. |

| Jernbane | Spire Denne jernbaneartikel er en spire som bør udbygges. Du er velkommen til at hjælpe Wikipedia ved at udvide den. |

55°17′51″N 11°44′37″Ø / 55.29750°N 11.74361°Ø